# Grafenberg (Düsseldorf)
Grafenberg ist ein östlicher Stadtteil Düsseldorfs, am Fuße der Ausläufer des Bergischen Landes. Grafenberg, mit seinen rund 5.830 Einwohnern (Stand: Dezember 2016), ist mit 0,91 Quadratkilometern der zweitkleinste, jedoch dichtbesiedeltste Stadtteil im Stadtbezirk 7. Er zieht sich an der Grafenberger Allee entlang bis zum Staufenplatz im Osten. Zum Teil ist die Abgrenzung zu den benachbarten Stadtteilen auch Einheimischen nicht immer geläufig.

## Abgrenzungen zu den Nachbarstadtteilen
Überwiegend als Wohngegend genutzt, ist der Stadtteil wirtschaftlich gesehen von untergeordneter Bedeutung.
Allerdings liegen direkt jenseits der Stadtteilgrenzen in Flingern-Nord die Zentrale der Metro AG, die Haupt-Arbeitsagentur, das Thyssen Trade Center und viele Bürobauten.
Fälschlicherweise werden auch der Grafenberger Wald, die Galopprennbahn Grafenberg und das Landeskrankenhaus Düsseldorf in diesem Stadtteil vermutet; tatsächlich liegen sie aber im benachbarten Düsseldorf-Ludenberg.

## Namen
Der Name Grafenberg ist nicht die historische Bezeichnung für den bewaldeten Hügel, vor dem der Stadtteil Grafenberg liegt und der dessen Namensgeber ist. In einer Urkunde von 1282 schenkte die Äbtissin Gertrudis von Neukirchen vom Gerresheimer Stift dem Konvent ein Grundstück beim „Walde Godesberg“. „Godesberg“ oder auch „Godesbusch“ oder „Jodesbusch“ war damit die alte und ursprüngliche Bezeichnung für den Höhenzug. Die Bezeichnung Godesberg ist nach Ansicht von Historikern ein Hinweis auf alte germanische Kultstätten in fränkischen Siedlungsgebieten, die für Wodan angelegt worden waren. Die nächste Urkunde stammt von 1360. In dieser wird der Edelherr „Haick von Flingern“ mit dem Wald Godesberg belehnt und zu dessen „Waldgrafen“ ernannt. Damit begann vermutlich nun die Abwandlung des Wortes Godes über Groben zu Graf. Die Bezeichnung „Grobenberg“ wird in einer Urkunde von Kurfürst Philipp Wilhelm verwendet. In dieser wurde 1668 dem Jesuitencollegium zu Düsseldorf auf dem „groben Berg“ ein Haus geschenkt. Die aktuelle Bezeichnung Grafenberg wurde erst nach Ende des 17. Jahrhunderts üblich.

## Geschichte
Wie im vorstehenden Kapitel angeführt, bezieht sich die Namensgebung für den Stadtteil Grafenberg auf den bewaldeten Höhenzug vor dem dieser liegt. Die mittelalterliche Grenze zwischen dem Amt Düsseldorf und dem Amt Mettmann lag damals im Bereich der heutigen Grenze zwischen den Stadtteilen Ludenberg und Grafenberg. Zu dieser Zeit endete die „Flinger Mark“ und damit Düsseldorf am bewaldeten Godesberg und das Gebiet des heutigen Stadtteils Grafenberg gehörte ursprünglich zu Flingern.
Grafenberg war bis Ende des 17. Jahrhunderts ein dünnbesiedeltes und weitgehend mit Wald bedecktes Gebiet mit nur einigen Bauernhöfen. Für 1782 sind 15 bewohnte Häuser nachweisbar. Noch 1809 betrug die Anzahl der Bewohner trotz der Nähe zu Düsseldorf nur 147 Personen. In einer Beschreibung von 1836 wird Grafenberg als Dorfschaft im Außenbezirk von Düsseldorf mit 24 Wohnhäusern und 182 Bewohnern angegeben.
Erst in der zweiten Hälfte des 19. Jahrhunderts begann mit der industriellen Entwicklung von Düsseldorf eine stärkere Bebauung. Für die ansteigende Anzahl der Bewohner mit Kindern war 1860 der erste Schulbetrieb im Gebäude einer Gastwirtschaft nachweisbar. Es folgte 1875 der Bau der ersten Schule, die aktuelle „Grafenberger Schule“ auf der Grafenberger Allee. Für den nun immer stärkeren Zuzug von Bewohnern und dem Bau von Fabriken zwischen Flingern und Grafenberg wurden ab 1773 die ersten größeren Miethäuser auf der Grafenberger Allee und die „Hohenzollern Häuser“ auf dem Pöhlenweg und der Ludenbergstraße gebaut.
Die Strecke der Eisenbahn von Eller nach Rath wurde 1874 ebenerdig angelegt und behinderte den Straßenverkehr bis Ende des 20. Jahrhunderts vor dem Staufenplatz stark.
Die elektrische Straßenbahn, sie hatte als Vorläufer eine Pferdebahn, die Grafenberg mit dem Zentrum von Düsseldorf über Flingern verbindet, wurde im April 1895 genehmigt und bis August des gleichen Jahres gebaut und in Betrieb genommen. 1898 folgte eine Umsteigemöglichkeit nach Gerresheim mit einer weiteren Linie.

## Beschreibung

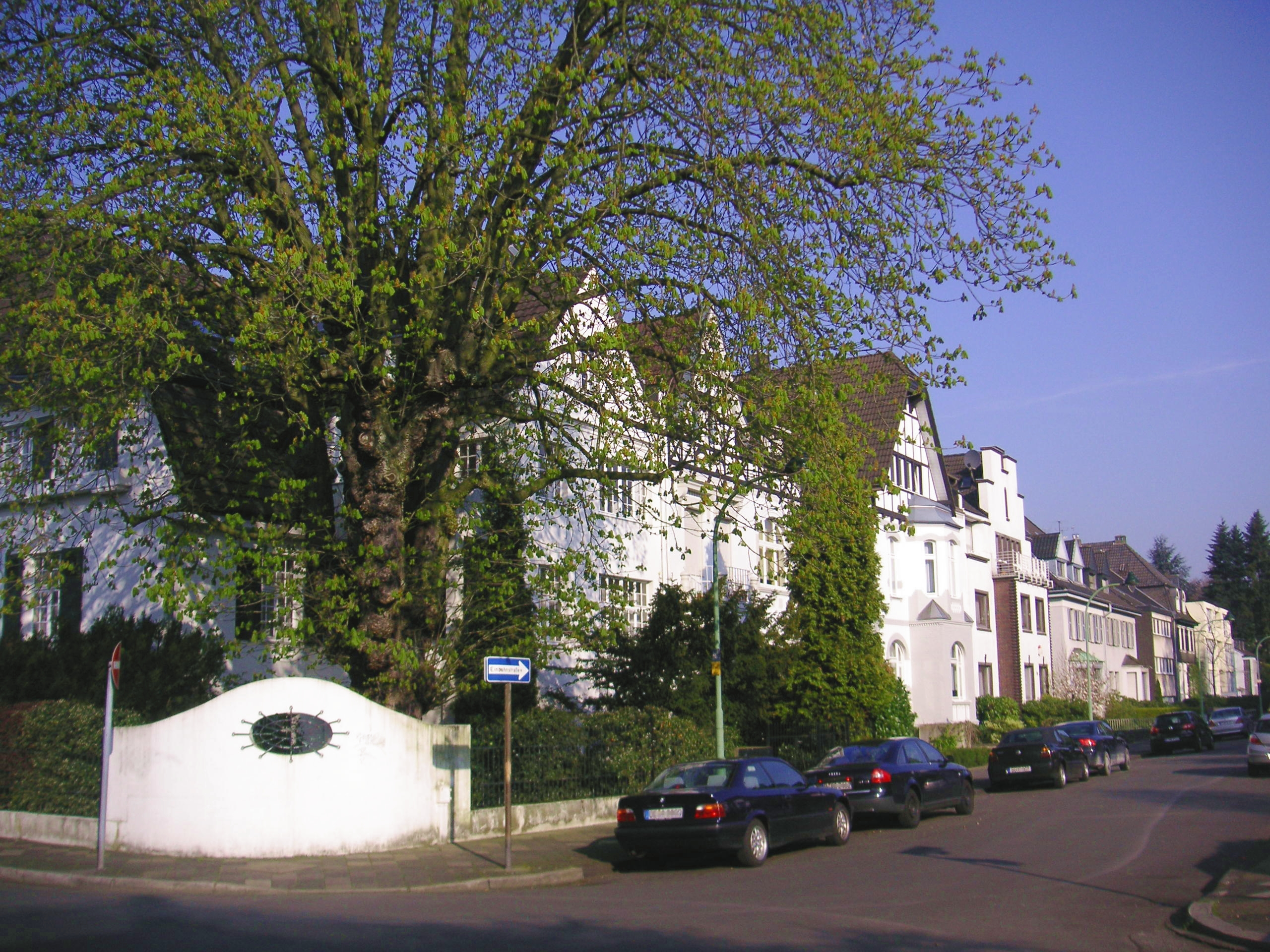
Burgmüllerstraße in Grafenberg

Am Rande des Düsseldorfer Stadtwaldes gelegen, ist der Stadtteil überdurchschnittlich begrünt. Dazu trägt auch der Ostpark bei sowie eine unter die Erde verlegte Bahntrasse, deren oberirdische Abdeckung parkartig gestaltet wurde.
Von Kriegsschäden weitgehend verschont, weist Grafenberg in Teilen eine geschlossene Gründerzeitbebauung sowie zahlreiche Gebäude aus den 1920er und 1930er Jahren auf. Hinzu kommen hochwertige Häuser aus den 1980er Jahren.
Die zahlreichen Grünanlagen, die abwechslungsreiche und großzügige Bebauung, viele Sportanlagen sowie die relative Nähe zur Innenstadt und zu attraktiven Arbeitsplätzen (s. u.) machen den Stadtteil zu einer begehrten Wohnlage.
Auf dem Staufenplatz findet zu Ostern immer die Frühjahrskirmes statt. Zirkusveranstalter schlagen hier gerne ihr Zelt auf. In der übrigen Zeit steht er für Park and ride zur Verfügung. Unweit an der Ernst-Poensgen-Allee steht der Jan-Wellem-Brunnen.

## Sonstiges
Größter Verein des Stadtteils ist der TV Grafenberg mit über 1000 Mitgliedern in den Abteilungen Basketball, Boule, Fußball, Gymnastik, Kickboxen, Tennis, Tischtennis und Turnen. Bürgerschaftliches Engagement bündeln der Bürgerverein Düsseldorf-Grafenberg 1903 e. V. und der Kulturkreis Gerresheim, Grafenberg und Hubbelrath e. V.